# Lingqian (köpinghuvudort i Kina, Shaanxi, lat 34,76, long 108,98)
Lingqian (kinesiska: 陵前镇, 陵前) är en köpinghuvudort i Kina. Den ligger i provinsen Shaanxi, i den nordvästra delen av landet, omkring 55 kilometer norr om provinshuvudstaden Xi'an. Antalet invånare är 28 536. Befolkningen består av 14 061 kvinnor och 14 475 män. Barn under 15 år utgör 11,0 %, vuxna 15-64 år 79 %, och äldre över 65 år 9,0 %.
Runt Lingqian är det tätbefolkat, med 659 invånare per kvadratkilometer. Närmaste större samhälle är Tongchuan, 15,6 km norr om Lingqian. Trakten runt Lingqian består till största delen av jordbruksmark.
Genomsnittlig årsnederbörd är 640 millimeter. Den regnigaste månaden är juli, med i genomsnitt 138 mm nederbörd, och den torraste är december, med 1 mm nederbörd.